# 岡田庄作 (司法官)
岡田 庄作（おかだ しょうさく、1873年（明治6年）3月6日 - 1937年（昭和12年）5月4日）は、日本の裁判官、弁護士、法学博士。

## 経歴
1873年3月、島根県邇摩郡波積村生まれ。
島根県師範学校を卒業後、小学校校長となるが、1900年に上京し、1902年に明治法律学校を卒業。大分、熊本、水戸、東京の各地方裁判所検事を歴任。1909年、ドイツに留学してミュンヘン大学に学び、帰国後東京控訴院判事となる。
1919年、裁判所を退職して弁護士を開業。東京弁護士会会長となり、のちに明治大学教授。1924年、明治大学より法学博士号を取得（論文タイトルは『錯誤論』）。
1937年5月4日死去。65歳。